# Artemisia obtusiloba
Artemisia obtusiloba là một loài thực vật có hoa trong họ Cúc. Loài này được Ledeb. mô tả khoa học đầu tiên năm 1833.